# Exalloniscus sumatranus
Exalloniscus sumatranus är en kräftdjursart som beskrevs av Manicastri och Stefano Taiti 1991. Exalloniscus sumatranus ingår i släktet Exalloniscus och familjen Oniscidae. Inga underarter finns listade i Catalogue of Life.